# Forteresse de Prizren
La forteresse de Prizren {en serbe cyrillique : Призренски Град ; en serbe latin : Prizrenski Grad ; en albanais : Каlаја) est une forteresse médiévale située à Prizren au Kosovo. Cette citadelle, édifiée sur les vestiges d'une forteresse byanztine, a été agrandie par l'empereur Stefan Dušan, ce qui lui vaut le surnom de Dušanov grad, la « forteresse de Dušan ». Elle a servi de capitale de l'Empire serbe. En raison de son importance, elle est inscrite sur la liste des monuments culturels d'importance exceptionnelle de la République de Serbie.

## Emplacement
La forteresse de Prizren est construite sur une hauteur dominant la rivière Prizrenska Bistrica. La ville moderne s'est développée à partir de ce centre.

## Histoire

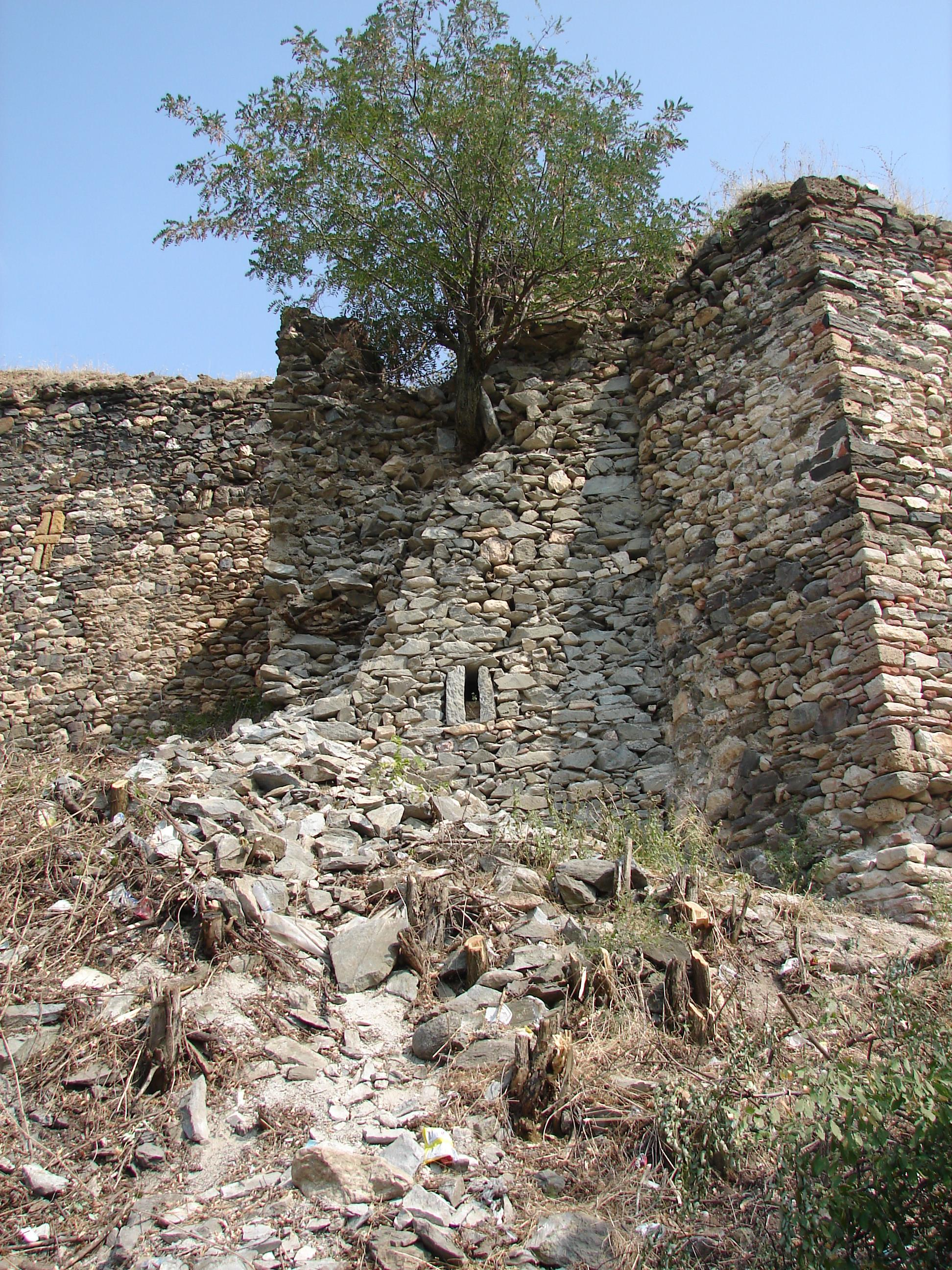
Vestiges de l'une des tours

Le site de Prizren se trouvait sur une route commerciale traversant la vallée du Drin et reliant Shkodër et la mer Adriatique à la Métochie et à l'intérieur de la péninsule des Balkans.
Prizren s'est développée sur les fondations de l'ancienne ville romaine de Theranda et a pris sa forme médiévale entre le VIe siècle et le IXe siècle. La ville est mentionnée pour la première fois sous son nom actuel en 1019 à l'époque de l'empereur byzantin Basile II (976-1025) sous la forme de Prizdrijana. Constantin Bodin] fut roi de Dioclée de 1081 à 1101, pendant le soulèvement de Georgi Voiteh contre les Byzantins à Skopje.
À l'époque de Stefan Nemanjić (1196–1223), Prizren était située en Serbie et la forteresse acquit de l'importance sous le roi Stefan Milutin (1282–1321) et sous les empereurs serbes Dušan (1331–1355) et Uroš (1355–1371). Dusan agrandit les fortifications et, à proximité, il fit construire le Monastère des Saints-Archanges à Prizren et la forteresse de Višegrad destinée à protéger le monastère. Tant que dura l'Empire serbe, Prizren fut une capitale impériale, ce qui lui valut le surnom de Constantinople serbe.
Pendant la chute de l'Empire serbe, de 1362 à 1372, Prizren fit partie des possessions de la dynastie des Mrnjavčević, Vukašin Mrnjavčević (1366–1371) et Marko Mrnjavčević (1371–1395), puis de celles des Balšić jusqu'en 1376. Elle se retrouva sans doute dans l'État de Vuk Branković (?-1398) mais perdit déjà de son importance commerciale. En 1433, on mentionne la forteresse comme un endroit désert.
Les Ottomans finirent par se rendre maîtres des lieux, en 1455 ou en 1459 selon les sources. Pendant les siècles de présence turque, la forteresse connut plusieurs extensions, en fonction du développement des armes à feu. Après la Première Guerre balkanique et le départ des Ottomans, en 1912, la forteresse fut abandonnée.